# Love Arbén
Johan Love Esbjörn Arbén, född 7 maj 1952, är en svensk arkitekt. Han är son till Britt Tunander i hennes första gifte med Tage Arbén, dotterson till Åke Esbjörnsson samt halvbror till Pontus Tunander.
Arbén är utbildad vid Kungliga tekniska högskolan och är sedan 1994 professor i inredningsarkitektur och möbeldesign vid Konstfack. Sedan 1986 har han designat möbler för Lammhults Möbel AB.
Många projekt har blivit uppmärksammade såväl i Sverige som internationellt och fått utmärkelser. Skåpet Ono för Lammhults finns representerat både i Nationalmuseums och Röhsska museums permanenta samlingar och häromåret fick ett projekt Nackas stadsbyggnadspris.